# Nasdaq-100
Nasdaq-100 är ett amerikanskt aktieindex. Indexet inkluderar de 100 största företagen sett till kapitalisering, vars aktier handlas på NASDAQ-börsen. Indexet inkluderar inte företag inom finanssektorn.
Företag som inte längre uppfyller NASDAQ-100-noteringsreglerna ersätts av nya företag en gång om året den tredje veckan i december.

## Historia
Indexets historia börjar 1985, då två nya index introducerades samtidigt: NASDAQ-100 och NASDAQ Financial-100. Det första indexet inkluderade industriella högteknologiska företag, det andra finansiella företag. Basen för indexet var ursprungligen 250 punkter.
1998 togs utländska företag upp i indexet. Inledningsvis var kraven för dem strikta, men de blev mildare 2002.
Indexet nådde sin all-time high på över 4700 punkter år 2000 på grund av IT-bubblan.
Från och med 2021 är 57 % av NASDAQ 100 teknikföretag. Den näst största sektorn i branschen är konsumenttjänster med 21,99 %. Sjukvården står för 7,08 %, konsumentvaruföretag står för 6,14 % och industriföretag står för 5,92 %.

## Handelsbara instrument baserade på NASDAQ-100
På NASDAQ-börsen under QQQ-tickern handlas en fond vars struktur liknar NASDAQ-100-indexet och upprepar sin dynamik med hög noggrannhet.